# Coprinopsis candidata

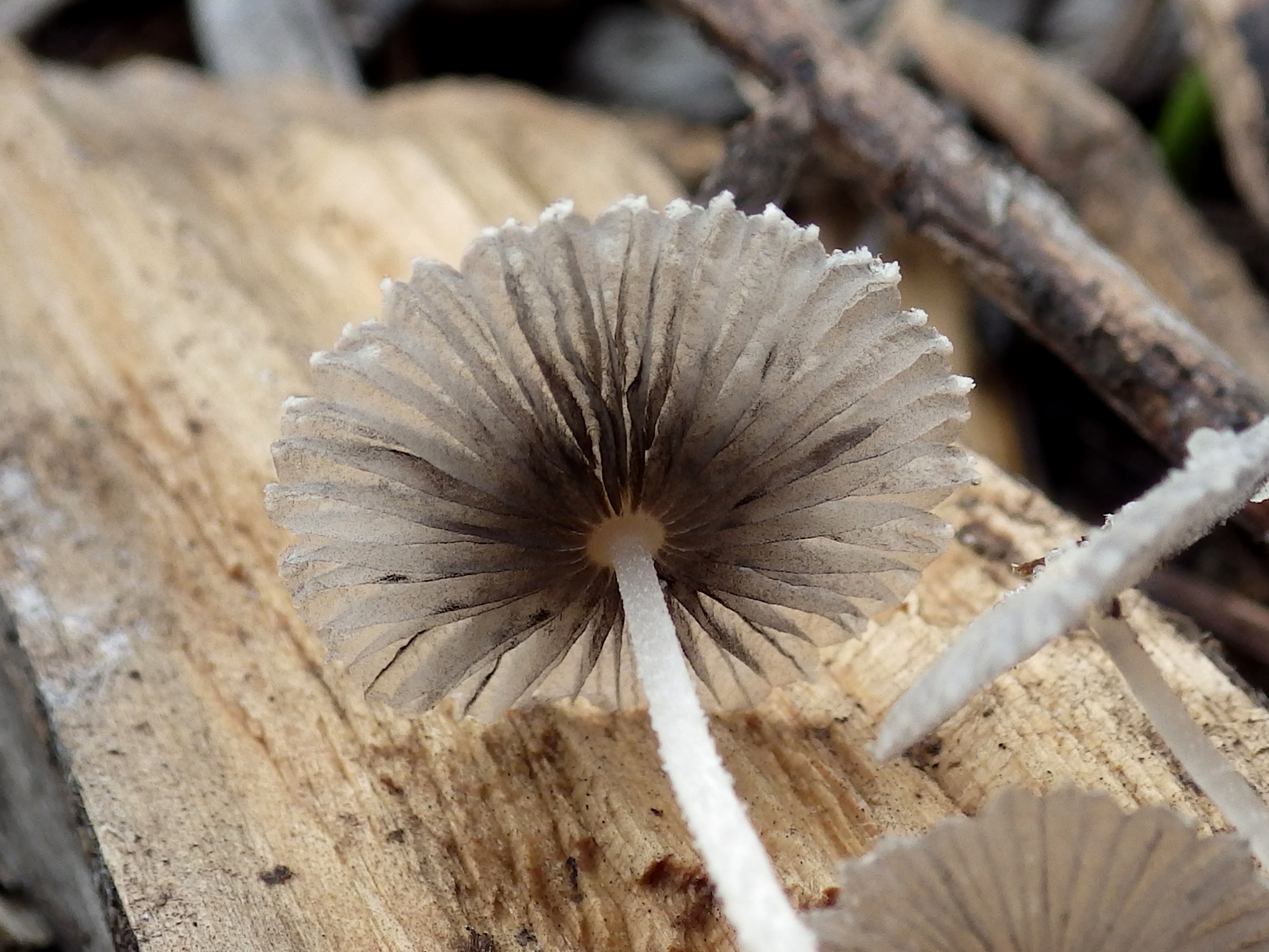

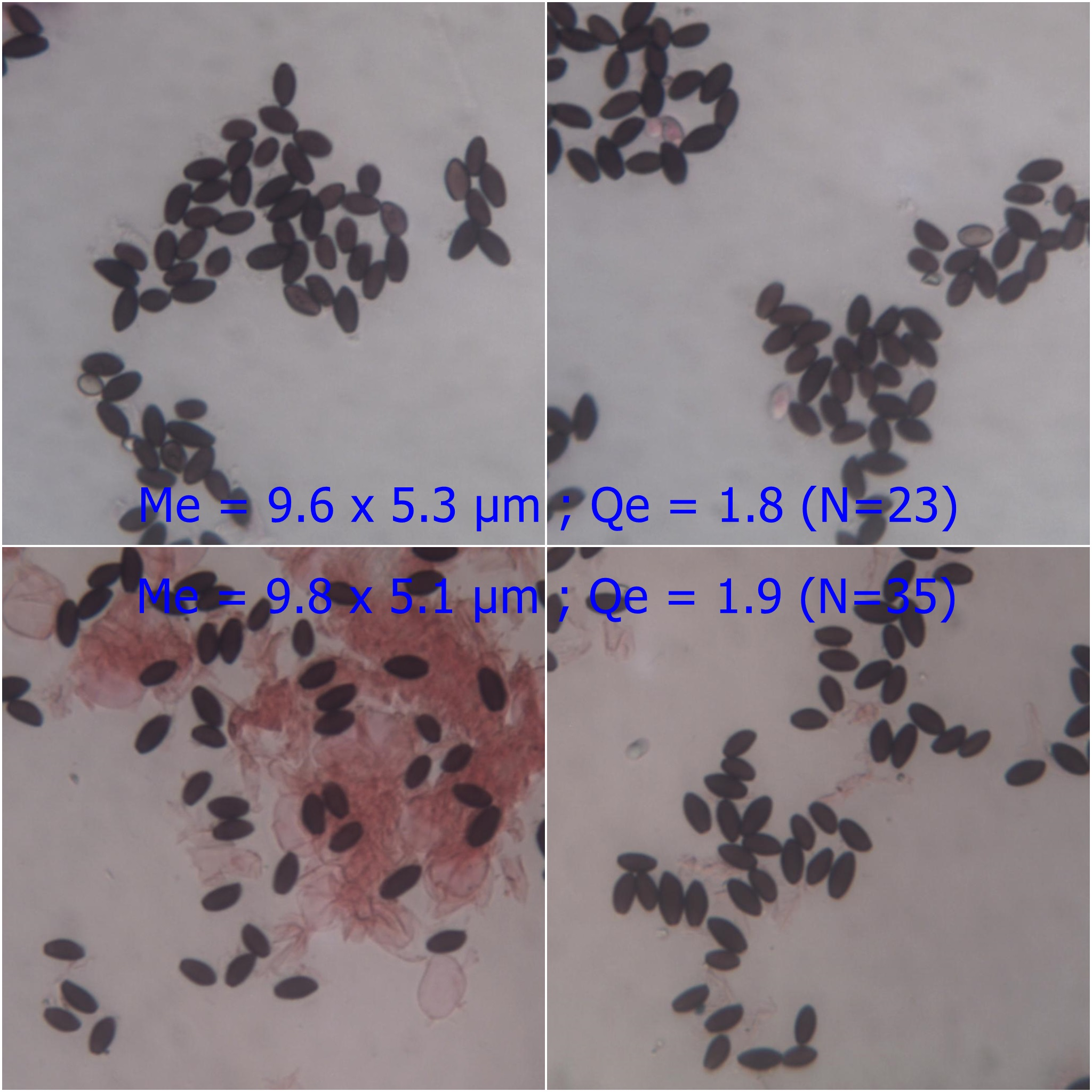

Coprinopsis candidata (Uljé) Gminder & Böhning – gatunek grzybów należący do rodziny kruchaweczkowatych (Psathyrellaceae).

## Systematyka
Pozycja w klasyfikacji według Index Fungorum: Coprinopsis, Psathyrellaceae, Agaricales, Agaricomycetidae, Agaricomycetes, Agaricomycotina, Basidiomycota, Fungi.
Po raz pierwszy opisał go w 1988 r. C.B. Uljé, nadając mu nazwę Coprinus candidatus. Obecną, uznaną przez Index Fungorum nazwę nadali mu Andreas Gminder i T. Böhning w 2016 r.

## Morfologia
Kapelusz
Średnica 1–3(5) cm, za młodu półkulisty, potem coraz bardziej płaski. Powierzchnia promieniście prążkowana, beżowo-brązowa, szaro-niebieska, szaro-brązowa, przezroczysta, często z brązowawym i nie prążkowanym wierzchołkiem. W młodych okazach jest całkowicie okryta osłoną, która później pęka na drobne płatki.
Blaszki
Początkowo szare, później czarnobrązowe, wolne, nie dochodzące do trzonu.
Trzon
Białawy, u podstawy pogrubiony i bardziej brązowoochrowy, bardzo delikatny. Powierzchnia silnie oprószona.
Miąższ
Białawy, szary, nie rozpływający się, ale więdnący do brązowo-czarnego. Smak łagodny, zapach niewyraźny.
Cechy mikroskopowe
Podstawki 15-35 × 7-10 µm, 4-zarodnikowe, otoczone 3–5 pseudoparafizami. Cheilocystydy do 40(–50) µm długości, z częścią brzuszną o szerokości 7–15(–25) µm i szyjką o szerokości 4–10(–15) µm, workowate, rzadziej butelkowate lub pęcherzykowate, z mniej lub bardziej cylindryczną szyjką i zaokrąglonym wierzchołkiem. Pleurocystyd brak. Osłona zbudowana z bezbarwnych do lekko żółtawych, gładkich do ziarnistych, kulistych elementów o szerokości do 50 µm. W strzępkach są sprzążki. Zarodniki 7,3–11,5 × 4,6–6,0 µm, Q = 1,60–2,05, cylindryczno-elipsoidalne, ale nieco stożkowate w kierunku apiculusa, czerwono-brązowe pod mikroskopem, z centralną porą rostkową o szerokości do 2 µm.
Gatunki podobne
Gatunek ten jest bardzo zmienny, identyfikacja często możliwa jest tylko za pomocą cech mikroskopowych. Podobne są: Parasola plicatilis, Parasola kuehneri, Parasola schroeteri, czernidłak srokaty (Coprinopsis lagopus), czernidłaczek dwuzarodnikowy (Coprinellus bisporus).

## Występowanie i siedlisko
Podano stanowiska Coprinopsis candidata w niektórych krajach Europy. W wykazie wielkoowocnikowych grzybów podstawkowych Władysława Wojewody z 2003 r. brak tego gatunku. Po raz pierwszy jego stanowiska podano w 2011 r. (jako Coprinus candidatus). Potem podano jeszcze inne. Aktualne stanowiska podaje internetowy atlas grzybów. Znajduje się w nim w rejestrze gatunków zagrożonych i wartych objęcia ochroną.
Naziemny grzyb saprotroficzny. Występuje w lasach i zaroślach liściastych.